# Fstream
Fstream (Стандартна бібліотека C++) — заголовковий файл для роботи з файлами, у якому підключено такі заголовкові файли як <ifstream> — бібліотека для файлового введення, і <ofstream> — бібліотека для файлового виведення. Бібліотека <fstream> містить функції для роботи з файлами. Об'єкти цього класу підтримують об'єкт filebuf як свій внутрішній буфер потоку, який виконує операції введення/виведення у файл, з яким вони пов'язані (якщо такі є). Потоки файлів асоціюються з файлами або під час побудови, або за допомогою виклику члена open.

## Використання бібліотеки
Для роботи з файлами необхідно підключити заголовний файл <fstream>. У <fstream> визначені кілька класів і підключені заголовні файли <ifstream> – файловий ввід і <ofstream> – файловий вивід. Робота з об’єктами класу fstream аналогічна роботі об’єктів cin та cout. Оголошення та ініціалізація об’єктів введення та виведення в класі iostream об’єкти cin та cout вже оголошені. При роботі з класом fstream об’єкти введення і виведення потрібно оголошувати.
Насправді, клас fstream є похідним від iostream, який є, в свою чергу, похідним від istream і ostream. Причина, з якої інформація про буферизацію і форматування для ostream і istream знаходиться в віртуальному базовому класі ios, в тому, щоб змусити діяти всю цю послідовність похідних класів. З цієї ж причини операції позиціонування в istream і ostream мають різні імена - seekp() і seekg(). У iostream є окремі позиції для зчитування та запису.

## Базові класи
| ios_base | "InptOutputStream_Base", базовий клас всієї ієрархії класів потоків. Містить загальні функції, типи і класи, які в основному є прапорами (індикаторами). Ці прапори використовуються функціями підкласів fstream і можуть бути визначені за допомогою функцій ios_base. |
| ios      | "InputOutputStream", основний підклас, разом з ios_base, визначає всі інші підкласи бібліотеки потоків. Містить функції-прапори форматування і обробки помилок, а також деякі функції, наслідувані від ios_base.                                                        |
| ifstream | "InputFileStream", організовує зчитування даних з файлу. Клас, функції якого використовуються для зчитування з файлів. |
| ofstream | "OutputFileStream", організовує запис даних у файл. Клас, функції якого використовуються для запису у файл. |

## Функції-члени

### Публічні функції-члени
| (конструктор)    | Створює об'єкт і опціонально відкриває його                               |
| open             | Відкриває файл                                                            |
| is_open          | Перевіряє, чи відкрито файл                                               |
| close            | Закриває файл                                                             |
| rdbuf            | Отримує пов'язаний об'єкт filebuf                                         |
| operator=(c++11) | Отримує вміст rhs, призначаючи переміщення його членів та базових класів. |
| swap(c++11)      | Міняє місцями всі дані між x і *this                                      |

### Публічні функції-члени, що наслідуються зistream
| operator>> | зчитує відформатоване введення                                            |
| gcount     | Отримує кількість символів                                                |
| get        | Отримує символи                                                           |
| getline    | Отримує строку                                                            |
| ignore     | Витягує і відкидує символи                                                |
| peek       | Продивляється наступний символ                                            |
| read       | Зчитує блок данних                                                        |
| readsome   | Зчитує дані, доступні у буфері                                            |
| putback    | Повертає символ назад                                                     |
| unget      | Ставить вказівник на наступний символ потоку istream на один символ назад |
| tellg      | Отримує позицію у послідовності вводу                                     |
| seekg      | Встановлює положення у послідовності введення                             |
| sync       | Синхронізує буфер вводу                                                   |

### Публічні функції-члени, що наслідуються зostream
| operator<< | Вставляє форматований вивід              |
| put        | Вставляє символ у поток                  |
| write      | Записує блок данних                      |
| tellp      | Отримує позицію у послідовності виводу   |
| seekp      | Встановлює позицію у послідовності вводу |
| flush      | Очищає буфер вихідного потоку            |

## Режими відкриття файлу
| ios_base::in     | відкрити файл для читання                         |
| ios_base::out    | відкрити файл для запису                          |
| ios_base::ate    | при відкритті перемістити покажчик в кінець файлу |
| ios_base::app    | відкрити файл для запису в кінець файлу           |
| ios_base::trunc  | видалити вміст файлу, якщо він існує              |
| ios_base::binary | відкриття файлу в двійковому режимі               |

## Реалізація файлового вводу-виводу
| basic_filebuf  | реалізує необроблений файловий механізм                      |
| basic_ifstream | забезпечує високорівневі операції потоку вводу у файл        |
| basic_ofstream | забезпечує високорівневі операції потоку виводу у файл       |
| basic_fstream  | забезпечує високорівневі операції потоку вводу/виводу у файл |

## Приклади використння

### Приклад використання ifstream
```
#include
 
<iostream>

#include
 
<fstream>

int
 
main
()
 

{

	
std
::
ifstream
 
myFile
;

	
//Відкриваємо файл

	
myFile
.
open
(
"myFile.txt"
);

	
if
 
(
myFile
.
is_open
())
 

	
{

		
//Зчитування з файлу N байт

		
int
 
n
 
=
 
10
;

		
//Створення буфферу

		
char
*
 
buffer
 
=
 
new
 
char
[
n
 
+
 
1
];
 

		
buffer
[
n
]
 
=
 
0
;

		
//Зчитування байтів в буфер

		
myFile
.
read
(
buffer
,
 
n
);

		
//Вивід на екран

		
std
::
cout
 
<<
 
"Байтів зчитано: "
 
<<
 
myFile
.
tellg
()
 
<<
 
std
::
endl
;

		
myFile
.
seekg
(
0
,
 
std
::
ios_base
::
end
);

		
std
::
cout
 
<<
 
"Розмір файлу (в байтах): "
 
<<
 
myFile
.
tellg
()
 
<<
 
std
::
endl
;

		
std
::
cout
 
<<
 
buffer
;

		
delete
[]
 
buffer
;

	
}
 

	
else
 

	
{

		
//Якщо такого файлу не існує, інформуємо про це користувача

		
std
::
cout
 
<<
 
"Неможливо відкрити файл"
 
<<
 
std
::
endl
;

	
}

	
myFile
.
close
();

	
return
 
0
;

}

```

### Приклад використання ofstream
```
#include
 
<iostream>

#include
 
<fstream>

#include
 
<string>

int
 
main
()
 

{

	
std
::
ofstream
 
fout
;

	
//Відкриваємо існуючий файл, у іншому випадку створюється новий

	
fout
.
open
(
"myFile.txt"
,
 
std
::
ios_base
::
app
);

	
std
::
string
 
s
;

	
if
 
(
fout
.
is_open
())
 

	
{

		
//Зчитуємо рядок з консолі і записуємо в кінець файлу

		
std
::
cout
 
<<
 
"Введіть текст для запису в файл:"
 
<<
 
std
::
endl
;

		
std
::
getline
(
std
::
cin
,
 
s
);

		
fout
 
<<
 
s
;

	
}
 

	
else

	
{

		
//Якщо такого файлу не існує, інформуємо про це користувача

		
std
::
cout
 
<<
 
"Неможливо створити файл"
 
<<
 
std
::
endl
;

	
}

	
fout
.
close
();

	
return
 
0
;

}

```